# تريو 755p
تريو 755p (بالإنجليزية: Treo 755p)‏ هو هاتف ذكي من بالم، تم طرحه في الأسواق في مايو 2007.

## الخصائص
- نظام التشغيل: بالم 5.4.9
- سعة الذاكرة: 128 ميغا بايت (60 منها متاحة للإستخدام)
- الكاميرا الخلفية: 1.3 ميجابكسل
- الشاشة: شاشة لمس 320×320
- المعالج: 312 ميغا هيرتز